# Вортінгтон-Спрінгс (Флорида)
Вортінгтон-Спрінгс (англ. Worthington Springs) — місто (англ. town) в США, в окрузі Юніон штату Флорида. Населення — 378 осіб (2020).

## Географія
Вортінгтон-Спрінгс розташований за координатами 29°56′5″ пн. ш. 82°25′28″ зх. д. / 29.93472° пн. ш. 82.42444° зх. д. (29.934758, -82.424404).  За даними Бюро перепису населення США в 2010 році місто мало площу 0,90 км², з яких 0,89 км² — суходіл та 0,02 км² — водойми. В 2017 році площа становила 2,70 км², з яких 2,67 км² — суходіл та 0,03 км² — водойми.

## Демографія
Згідно з переписом 2010 року, у місті мешкала 181 особа в 67 домогосподарствах у складі 54 родин. Густота населення становила 201 особа/км².  Було 82 помешкання (91/км²).
Расовий склад населення:
| - 89,5 % — білих - 3,9 % — чорних або афроамериканців - 2,2 % — осіб інших рас |

До двох чи більше рас належало 4,4 %. Частка іспаномовних становила 7,2 % від усіх жителів.
За віковим діапазоном населення розподілялося таким чином: 29,3 % — особи молодші 18 років, 53,0 % — особи у віці 18—64 років, 17,7 % — особи у віці 65 років та старші. Медіана віку мешканця становила 31,1 року. На 100 осіб жіночої статі у місті припадало 79,2 чоловіків;  на 100 жінок у віці від 18 років та старших — 96,9 чоловіків також старших 18 років.
Середній дохід на одне домашнє господарство  становив 34 212 долари США (медіана — 30 556), а середній дохід на одну сім'ю — 32 772 долари (медіана — 30 889). Медіана доходів становила 28 750 доларів для чоловіків та 16 500 доларів для жінок. За межею бідності перебувало 35,1 % осіб, у тому числі 43,2 % дітей у віці до 18 років та 0,0 % осіб у віці 65 років та старших.
Цивільне працевлаштоване населення становило 220 осіб. Основні галузі зайнятості: мистецтво, розваги та відпочинок — 25,0 %, публічна адміністрація — 21,8 %, роздрібна торгівля — 11,8 %, освіта, охорона здоров'я та соціальна допомога — 10,9 %.